# Hapaxanthe Pflanze
Hapaxanthe (altgr. ἅπαξ hápax „einmal“ und ἄνθος ánthos „Blüte“, „Blume“) auch monokarpe oder semelpare Pflanzen genannt, sind Pflanzen, die nur einmal in ihrem Leben blühen, fruchten und danach komplett absterben. Im Gegensatz dazu blühen ausdauernde bzw. pollakanthe Pflanzen mehrmals in ihrem Lebenszyklus.
Hapaxanthe Pflanzen unterscheiden sich ihrerseits noch einmal wie folgt:
- Einjährige oder annuelle Arten legen die gesamte Entwicklung von der Samenkeimung bis zur Samenreife innerhalb einer Vegetationsperiode zurück.
- Zweijährige oder bienne Arten legen die gesamte Entwicklung von der Samenkeimung bis zur Samenreife innerhalb von zwei Sommern und einem oder zwei Wintern zurück. Der Samen keimt schon im ersten Herbst und überdauert danach als Rosette oder Keimpflanze den Winter. Die Entwicklung ist erst im darauffolgenden Sommer abgeschlossen. Beispiel: Rübe
- Mehrjährige oder plurienne Arten sind hapaxanthe Pflanzen, die älter als zwei Jahre werden und mitunter viele Jahre benötigen, bis sie zur Blühreife gelangen, wobei sie sich durch die Blüten- und Fruchtbildung so verausgaben, dass sie anschließend völlig absterben. Beispiele: Einige Agaven-Arten sowie viele Bambus-Arten (Unterfamilie Bambusoideae) sind mehrjährig hapaxanth – je nach Art bleiben letztere unter Umständen viele Jahre oder Jahrzehnte im vegetativen Zustand, bevor alle Bestände derselben Art plötzlich im gleichen Jahr blühen. Die Talipot-Palme (Corypha umbraculifera) benötigt sogar etwa 30 Jahre bis zur Blütenbildung. Bei den Bromeliengewächsen schließlich ist Puya raimondii das eindrucksvollste Beispiel einer solch mehrjährig hapaxanthen Pflanze: Puya raimondii braucht etwa 50 bis 70 Jahre, um den größten Blütenstand aller bekannten Pflanzenarten zu bilden. Ein anderes Bromeliengewächs, Tillandsia ferreyrae, bildet auch keine Kindel. Die meisten anderen Bromelien-Arten jedoch sind keine hapaxanthen Pflanzen.[1]